# Lordithon exoletus
Lordithon exoletus är en skalbaggsart som först beskrevs av Wilhelm Ferdinand Erichson 1839.  Lordithon exoletus ingår i släktet Lordithon, och familjen kortvingar. Arten är reproducerande i Sverige.